# Eugen Burg
Eugen Burg (6 de janeiro de 1871 – 17 de abril de 1944) foi um ator alemão da era do cinema mudo. Burg era um amigo próximo do ator Hans Albers. Burg nasceu em uma família judaica, mas mais tarde convertido ao protestantismo.

## Filmografia selecionada
- 1914: Marketenderin
- 1915: Robert und Bertram. Die lustigen Vagabunden
- 1915: Nur eine Lüge. Colombine
- 1915: Nahira. Die Hand am Vorhang
- 1931: Der Draufgänger
- 1932: Der Stolz der 3. Kompanie
- 1932: Unmögliche Liebe
- 1932: Teilnehmer antwortet nicht
- 1932: Streichquartett
- 1932: Der weiße Dämon